# Karam
Karam (tłum. „Obowiązek”, niem. Karam: Liebe und Hass) – bollywoodzki thriller wyreżyserowany w 2005 przez debiutanta Sanjay F. Gupta, autora zdjęć do filmów Zinda i Mujhse Shaadi Karogi. W rolach głównych John Abraham i Priyanka Chopra.

## Fabuła
Shalini (Priyanka Chopra) jest piosenkarką z zawodu i od trzech lat szczęśliwą żoną Johna (John Abraham). Bardzo ożywiona przygotowuje się właśnie do świętowania rocznicy ich małżeństwa, radośnie snuje plany zbudowania kiedyś własnego domu, ale milczący John nie dzieli z nią tej radości. Jest nieobecny duchem, przybity, wręcz zrozpaczony. Tego dnia zdarzył mu się „wypadek w pracy”. John zabija na zlecenie. Dotychczas ciężko przeżywszy pierwsze zabójstwo, oswoił się z zadawaną śmiercią. Ofiary zdawały się zajmować podobnie „brudnymi interesami”, co zleceniodawcy Johna. Należały do świata „zabij albo ciebie zabiją”. John strzelał z dużej odległości unikając spojrzenia zabijanego. Tym razem do mieszkania, z którego miał zabić wychodzącą z domu ofiarę, wcześniej wrócili nic o tym niewiedzący mieszkańcy. Małżeństwo z dwiema córeczkami. Zaskoczeni bandyci zaczęli strzelać na chybił trafił. John strzelił do dziesięcioletniej dziewczynki. Nie rozumiejąc, co się dzieje ranna szukała pomocy u niego. Zmarła w jego ramionach wpatrzona w jego twarz. Wstrząśnięty John decyduje się porzucić swoje dotychczasowe życie, planują z żoną wyjazd gdzieś daleko i zaczęcie wszystkiego od nowa. Jednak w świecie, do którego należy, nie ma odmowy. Jego właśnie zaatakowany przez konkurencyjny gang szef oczekuje od Johna zabicia przywódców tej grupy. John jest jego najlepiej wyszkolonym narzędziem. Gdy John odmawia, Shalini zostaje porwana. Teraz John musi odkupić jej życie zabijając na zlecenie pięciu bardzo dobrze strzeżonych gangsterów. Dodatkowym utrudnieniem jest tropiący go oficer policji Wagh Pratap Singh (Shiney Ahuja).

## Obsada
- John Abraham – John
- Priyanka Chopra – Shalini
- Bharat Dabholkar – Kapitan
- Vishwajeet Pradhan – Yunus
- Shiney Ahuja – policjant Wagh Pratap Singh
- Anjaan Srivastav – Patil